# ガリラヤ飛行隊 (イスラエル空軍)
イスラエル空軍 ガリラヤ飛行隊（Galilee Squadron） は、イスラエル空軍創設以前に、ハガナーの航空部隊"Sherut Avir"に3番目に編成された飛行隊である。
別名としてライオン・スコードロン（The Lion Squadron）/ 第3飛行隊 （3 Squadron）としても知られる。

## 歴史
1947年12月にSherut Avirの最初の飛行隊としてテルアビブ近郊のスデ・ドブ基地にテルアビブ飛行隊が編成され、数ヶ月後の1948年3月にはSherut Avirの2番目の飛行隊として南部方面を担当するネゲヴ飛行隊がニルアムに編成された。
ガリラヤ飛行隊は上記2個飛行隊に続くSherut Avirの3番目の飛行隊として1948年4月5日にヤブネで編成された。ヤブネには北部方面を担当する地上部隊のゴラニ旅団の司令部も置かれており、ガリラヤ飛行隊はゴラニ旅団を支援する目的で編成された飛行隊であった。
編成時の航空機は数機のオースターに加えてドラゴンラピードとボナンザが1機ずつといった状況で、同月中に1機のF-24 アーガスが追加配備された。
編成直後の航空作戦はたびたびシリア空軍機の爆撃や地上攻撃に妨害されており、ガリラヤ飛行隊はこれを避けるために何度も拠点を移動することとなった。5月末頃にはガリラヤ飛行隊はラマト・ダヴィド空軍基地に拠点を置いていた。
イスラエル独立宣言後、Sherut Avirは正式にイスラエル空軍 (Heyl Ha'Avir) となり、翌6月にはガリラヤ飛行隊は"第3飛行隊"（3 Squadron）と改称された。同時にテルアビブ飛行隊は"第1飛行隊"となり、ネゲヴ飛行隊"は"第2飛行隊"と改称されている。
7月前半の10日間の間には、ガリラヤ飛行隊は4機のオースターで91ソーティーを実施し6トン以上の爆弾を投下し地上部隊を支援した。この作戦行動に対し、地上部隊北部方面の指揮官からガリラヤ飛行隊に賛辞が送られた。
1948年の終り頃には数機のパイパー カブが追加配備されたが、ガリラヤ飛行隊で同時運用されたのは最大でも7機程度であった。
1949年5月になると、ガリラヤ飛行隊/第3飛行隊はテルアビブ飛行隊/第1飛行隊、ネゲヴ飛行隊/第2飛行隊と統合され第100飛行隊に再編された。第100飛行隊はその後もイスラエル空軍の軽輸送・連絡などを担当する飛行隊として、現在にいたるまでスデ・ドブ空港を拠点に活動を継続している。